# Sumte
Sumte ist eine von sieben Ortschaften der seit 1993 zu Niedersachsen gehörenden Gemeinde Amt Neuhaus und befindet sich, wie die gesamte Gemeinde, östlich der Elbe.

## Geographie

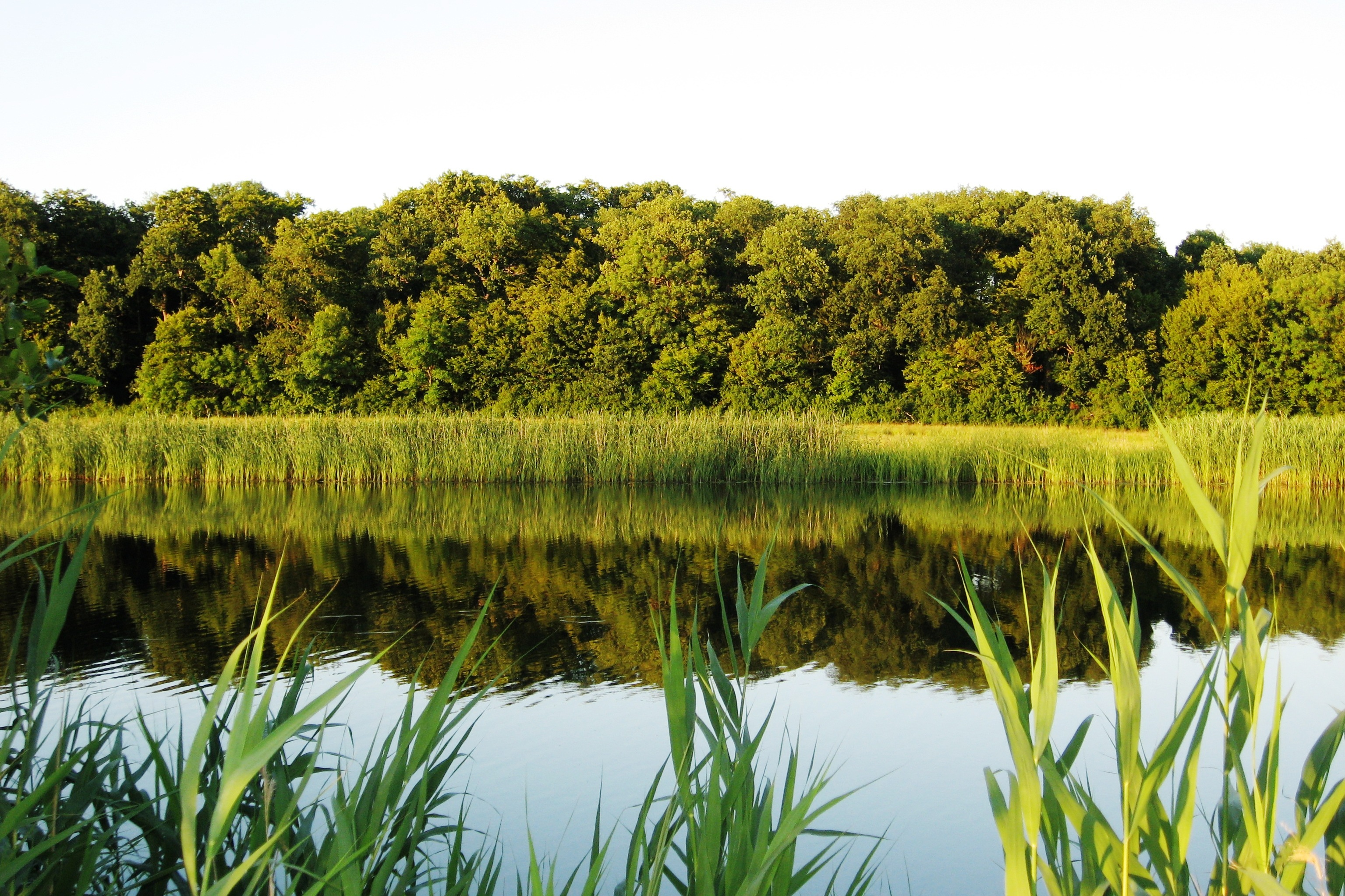
Sumter See

Sumte befindet sich im Urstromtal der Elbe, etwa 30 Kilometer östlich der Kreisstadt Lüneburg im rechtselbischen Teil des Landkreises Lüneburg. Aufgrund des geringen Höhenunterschiedes zur Elbe und des lehmhaltigen Bodens sind feuchte Wiesen und Äcker sowie Staunässe charakteristisch für die Gemarkung Sumte. Daher wurden schon früh Entwässerungsgräben angelegt, um das Gebiet in die Elbe zu entwässern. Das Dorf liegt direkt am vier Kilometer langen, von Laubwald umgebenen Sumter See, einem Altwasser der Elbe.

## Geschichte
Die erste urkundliche Erwähnung Sumtes stammt aus dem Jahre 1352, allerdings noch als Zommete, 1399 aber bereits als Sumpte. Das Gebiet um Sumte wurde jedoch schon wesentlich früher von Slawen (genauer: von den Polaben) besiedelt. Auf sie geht wahrscheinlich auch der Ortsname zurück, das slawische Wort Som für Wels gilt als Ursprung. Diese Fischart war aufgrund häufiger Überschwemmungen durch die Elbe auch im Sumter See beheimatet.
Seit der Ostkolonisation durch deutsche Siedler gehörte das Gebiet der Gemeinde Amt Neuhaus zum Herzogtum Sachsen-Lauenburg. In Sumte waren es allerdings nur fünf Hofstellen, der Großteil des Dorfes gehörte zum Herzogtum Braunschweig-Lüneburg und somit zum Amt Bleckede. Die Zugehörigkeit Sumtes zu einem anderen Herzogtum als der nur vier Kilometer entfernte heutige Hauptort Neuhaus/Elbe wird durch den früheren Elbverlauf erklärt. Der Strom durchfloss damals in mehreren Armen das flache Marschland. Der Verlauf eines Elbarms wird heute noch durch die Flüsse Krainke und Sude sowie das Schwarzwasser nachvollziehbar. Auch der Sumter See wird als Altarm dieses Elbarms angesehen. Er trennte Sumte vom lauenburgischen Amt Neuhaus. Die Arme der Elbe schlossen somit das Gebiet um Sumte ein, wodurch sich eine inselartige Lage ergab. Diese fruchtbare Insel wurde früh von lüneburgischen Siedlern kolonisiert, und sie vermischten sich mit den ansässigen Slawen, wobei das althannoversche Dorf Sumte entstand.
Am 2. April 1791 brannten bei einem Großfeuer neun Hofstellen mit insgesamt zwanzig Gebäuden nieder. Aufgrund der verheerenden Situation in Sumte schlossen sich die Bewohner der umliegenden Dörfer zusammen und halfen jeweils einer Sumter Familie. Sie nahmen zunächst das Vieh in ihre Ställe auf und spendeten Lebensmittel und Baumaterial für den Wiederaufbau. Nicht nur die hannoverschen Dörfer, sondern auch der mecklenburgische Nachbarort Niendorf beteiligten sich an der Aktion.
Die Zugehörigkeit Sumtes sowie des Nachbarortes Krusendorf zum Herzogtum Braunschweig-Lüneburg war eine Besonderheit, da alle anderen hannoverschen Dörfer rechts der Elbe dem Herzogtum Sachsen-Lauenburg angehörten. Nach dem Wiener Kongress von 1815 trat das Königreich Hannover Lauenburg an Preußen ab, jedoch wurde das Gebiet des Amtes Neuhaus vorher abgetrennt und dem Herzogtum Braunschweig-Lüneburg angegliedert. Diese Gebietsänderung machte den vollständigen Anschluss Sumtes an das Amt Neuhaus im Jahre 1820 möglich.
Nach der Niederlage des Königreichs Hannover im Deutschen Krieg von 1866 wurde Hannover eine preußische Provinz. Dementsprechend gehörte auch Sumte bis zum Ende des Zweiten Weltkrieges zu Preußen.
Nach Ende des Krieges gehörte Sumte zunächst zur britischen Besatzungszone, wurde jedoch aufgrund der rechtselbischen Lage und des Fehlens einer Brücke zusammen mit dem gesamten Gebiet des Amtes Neuhaus an die sowjetischen Besatzer abgetreten. Begründet wurde diese Entscheidung zusätzlich mit den hohen zu erwartenden Kosten für die Versorgung der Bevölkerung sowie mit dem nicht zu gewährleistenden militärischen Schutz. Nach Gründung der DDR gehörte Sumte zum Kreis Hagenow im Bezirk Schwerin und bildete mit den umliegenden Dörfern Krusendorf (am 1. Juli 1950 eingemeindet), Niendorf (am 1. Januar 1974 eingemeindet, ehemals mecklenburgisch), Neu Garge (am 1. Juli 1950 nach Viehle eingemeindet), Viehle (am 1. Januar 1974 eingemeindet) und Gülstorf die Gemeinde Sumte. Die über 600-jährige Zugehörigkeit zu Hannover hatte somit ein vorläufiges Ende. Die Lage an der Grenze der DDR führte 1952 zu Zwangsumsiedlungen von Einwohnern im Rahmen der Aktion Ungeziefer. Außerdem wurde eine fünf Kilometer breite Sperrzone entlang der innerdeutschen Grenze errichtet, womit Sumte im Sperrgebiet lag. Bewohner konnten nur mit Passierschein das Dorf erreichen. Besuche von Angehörigen im Sperrgebiet mussten vorher beantragt werden. Später wurde die Sperrgebietszone verkleinert und knapp hinter das Dorf verlegt; die Dörfer Viehle, Gülstorf und Neu Garge der Gemeinde Sumte blieben aber weiterhin im Sperrgebiet, ebenso das Westufer des Sumter Sees.
Nach der Wiedervereinigung gehörte Sumte zunächst zum neugebildeten Bundesland Mecklenburg-Vorpommern und es wurde die erste und einzige demokratische Gemeinderatswahl durchgeführt. Der gewählte Gemeinderat beschloss daraufhin den Zusammenschluss mit den anderen sieben Gemeinden des ehemals hannoverschen Amtes Neuhaus (Sückau, Dellien, Neuhaus/Elbe, Kaarßen, Haar, Stapel und Tripkau) und löste sich somit selbst auf. Vorher wurde jedoch die Rückgliederung zu Niedersachsen einstimmig beschlossen, ebenso in den anderen sieben Gemeinden. Per Staatsvertrag wurde die Rückgliederung zwischen den Bundesländern Mecklenburg-Vorpommern und Niedersachsen besiegelt. Seit dem 30. Juni 1993 gehört Sumte zum Landkreis Lüneburg und somit wieder zu Niedersachsen. Auch Niendorf, das zwar ab 1974 zur Gemeinde Sumte gehörte, jedoch historisch zu Mecklenburg zählte, wechselte nach Niedersachsen. Begründet wurde diese Entscheidung mit der engen Verflechtung der Orte Sumte und Niendorf. Der Ortsteil Stiepelse der mecklenburgischen Gemeinde Teldau ging am 30. Juni 1993 zur Gemeinde Sumte über, um die historisch hannoverschen Grenzen wiederherzustellen. Am 1. Oktober 1993 wurde die Einheitsgemeinde Amt Neuhaus neu gegründet. Das Amt Neuhaus ist das einzige Gebiet der neuen Bundesländer, das in ein altes Bundesland wechselte. Aufgrund des Status einer Ortschaft besitzt Sumte einen Ortsvorsteher. Dieser wird von der meistgewählten Partei gestellt und ist für das gesamte ehemalige Gemeindegebiet Sumtes und den Ortsteil Stiepelse zuständig.
Die wirtschaftliche Entwicklung nach der Wende verlief in Sumte vergleichsweise günstig. Positiv wirkte sich hier die räumliche Nähe zur Metropolregion Hamburg, in der sich auch Lüneburg befindet, aus. Des Weiteren investierten das Land Niedersachsen sowie der Landkreis Lüneburg neben der Förderungen des Bundes zum Aufbau Ost in die Infrastruktur und die Angleichung der Lebensverhältnisse. Wichtige wirtschaftliche Kennzahlen wie Arbeitslosenquote und Pro-Kopf-Einkommen glichen sich dem restlichen Kreisgebiet an.

## Wappen

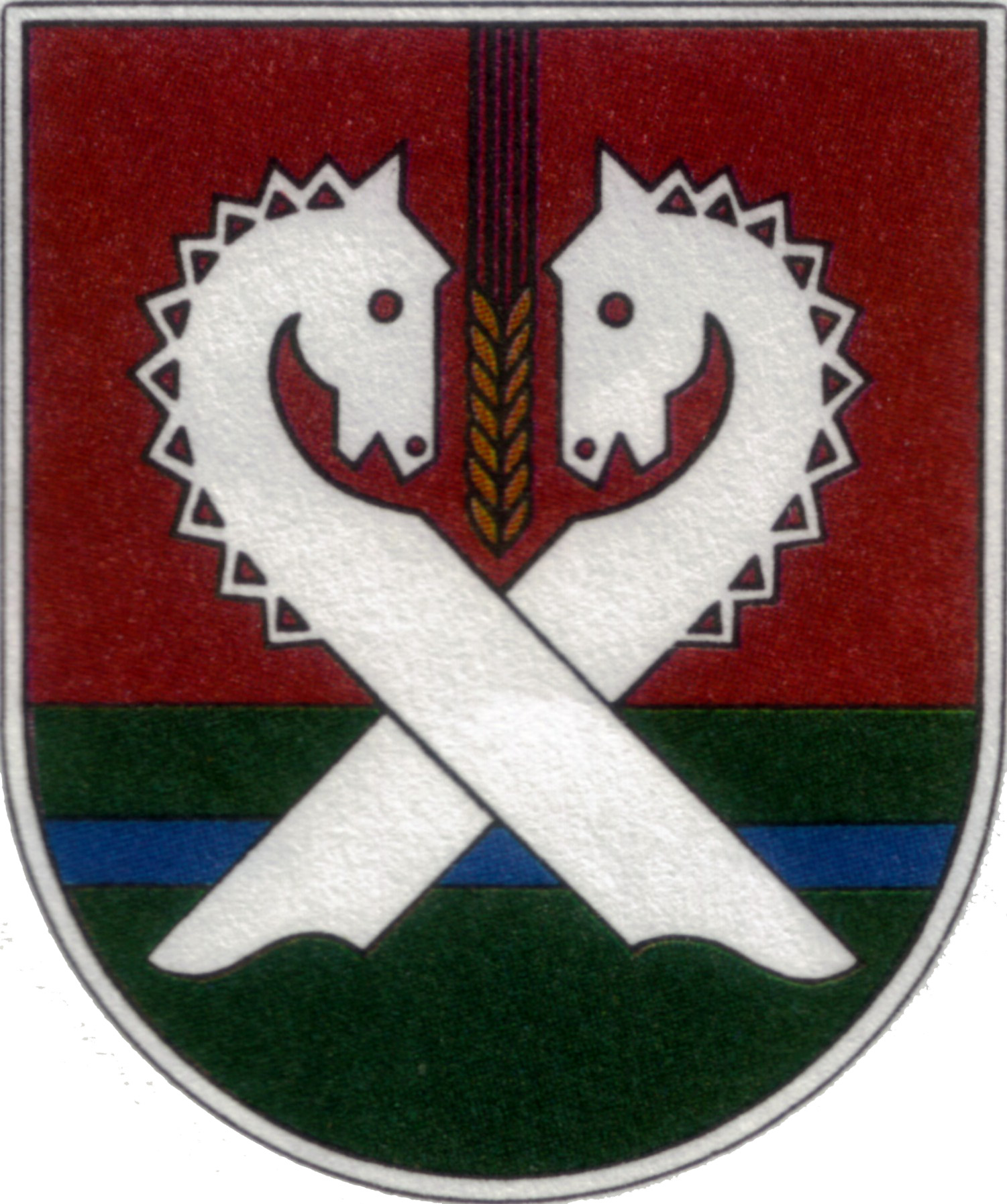
Wappen der ehemaligen Gemeinde Sumte

Das Wappen der ehemaligen Gemeinde Sumte zeigt zwei gekreuzte Pferdeköpfe, die nach innen gerichtet sind. Dieses Symbol findet man oft an niedersächsischen Bauernhäusern. Die Ähre in der Mitte der beiden Pferdeköpfe deutet auf die bäuerliche Tradition Sumtes hin. Das untere Drittel des Wappens ist grün, durchzogen von einem blauen Band. Es stellt die Elbe inmitten der grünen Elbtalaue dar. Seit dem Zusammenschluss Sumtes mit Neuhaus/Elbe, Sückau, Dellien, Kaarßen, Haar, Stapel und Tripkau wird das Wappen jedoch nicht mehr verwendet.

## Atommüll-Endlager
Seit der Wiedervereinigung wird Sumte oft als möglicher alternativer Atommüll-Endlagerstandort ins Gespräch gebracht. Angeführt wird hierzu eine Studie der Bundesanstalt für Geowissenschaften und Rohstoffe von 1995, die sogenannte Salzstudie. Allerdings kommt diese Studie zum Urteil, Sumte nur unter Vorbehalt in die Suche mit einzubeziehen. Seit dem Zeitpunkt der Studie bis heute (Januar 2012) wurden noch keine Probebohrungen durchgeführt. Die Studie greift auf alte Daten aus DDR-Zeiten zurück, welche zur Erkundung möglicher Erdöllagerstätten durchgeführt wurde. Aus ihnen geht hervor, dass wichtige Kriterien nur teilweise oder nicht nachweisbar erfüllt werden. Beispielsweise werden strukturelle Komplikationen im Deckgebirge aufgeführt sowie das teilweise Fehlen der Barrierefunktion des Deckgesteins. Des Weiteren befindet sich in einigen Bereichen weniger als 200 m Deckgebirge über dem Salzstock. In der Studie werden außerdem Standorte in Deutschland ausgeschlossen, da sie sich zurzeit in einem Naturschutzgebiet befinden. Seit 1997 befindet sich das ganze Gebiet des Salzstocks Sumte im UNESCO-Biosphärenreservat Niedersächsische Elbtalaue, was ebenfalls ein Gegenargument liefert.